# فتق سري ولادي
القيلة السُّرية أو فتق سري ولادي (بالإنجليزية: Omphalocele)‏ هوَ عيب خلقي نادر في جدار البطن الأمامي؛ حيث تخرج أعضاء البطن عن طريق فتحة في موضع الحبل السري، داخل كيس من الغشاء البريتوني، قد تكون صغيرة تحوي فقط جزءاً من الأمعاء، أو كبيرة تحوي الأمعاء والكبد وربما الطحال أيضاً.

## السبب
في الجنين الطبيعي تخرج الأمعاء خارج البطن إلى الحبل السري بين الأسبوع السادس والعاشر من الحمل، ثم تعود إلى داخل البطن في الأسبوع الحادي عشر، وإن فشلت في الرجوع بشكل كامل تحدث القيلة السرية.
بعض الحالات يعتقد أنها ناتجة عن خلل جيني كمتلازمة إدوارد ومتلازمة باتو.
وتزداد احتماليتها مع تقدم سن الأم.

## الأعراض والعلامات
تظهر ككيس من البريتون يحوي أعضاء البطن، وقد تكون مصحوبة بعيوب أخرى خصوصاً القيلة صغيرة الحجم، مثل:
- متلازمة داون
- متلازمة تيرنر
- متلازمة كلاينفلتر
- متلازمة باليستر كيليان
- متلازمة بكوث ودمان
- خماسية كانترل
- متلازمة إدوارد
- متلازمة باتو
- عيوب الجهاز العصبي المركزي
- عيوب القلب: في 50% من الحالات، خصوصاً القيلة كبيرة الحجم [5]
- عيوب الجهاز البولي التناسلي[6]

ويجب عدم الخلط بين القيلة السرية وانشقاق البطن الخلقي؛ حيث توجد أعضاء البطن خارج التجويف البطني لكنها خارج الحبل السري، على يمين خط المنتصف عادةً، ولا تكون محاطة بالبريتون بل على اتصال بالسائل السلوي.

## التشخيص

### أثناء الحمل
- ارتفاع مستوى ألفا فيتو بروتين أثناء الحمل قد يشير إلى هذا العيب الخلقي، لكنه يصل إلى مستويات اعلى في انشقاق البطن الخلقي ويرتفع أيضاً في حالات أخرى كالسنسنة المشقوقة.
- السونار: قد يُظهر العيب في الثلث الثاني والثالث من الحمل، وفور اكتشافه يتم عمل تخطيط صدى القلب للكشف عن أية عيوب في قلب الجنين قبل ولادته.

### بعد الولادة
يلاحظ الطبيب وجود القيلة السرية، ويقوم بعمل أشعة سينية للكشف عن أية عيوب أخرى في المولود.

## العلاج
يعتمد العلاج على درجة القيلة وصحة المولود وعمره ومدى تحمله، وكذلك رأي الوالدين.

### القيلة صغيرة الحجم
تُجرى الجراحة فوراً لإعادة الأعضاء إلى داخل البطن وإصلاح العيب لمنع العدوى وحدوث أي ضرر للأنسجة.

### القيلة كبيرة الحجم
إذا كانت القيلة السرية كبيرة تحتوي على أعضاء عديدة، تتم إعادة الأعضاء داخل تجويف البطن على مدار أيام؛ وذلك لأن بطن الجنين تكون صغيرة لا تتسع لكافة الأعضاء، وخلال فترة العلاج تتم تغطية أعضاء البطن الظاهرة بأغطية واقية معقمة لحمايتها من العدوى.
وعادة ما يعاني هؤلاء الأطفال من صعوبات في التنفس؛ لذا يحتاجون إلى أجهزة تنفس اصطناعي إلى أن يستطيعوا التنفس بمفردهم بشكل طبيعي.

## توقع سير المرض
إذا وجدت القيلة السرية منفردة بلا عيوب أخرى، يكون التوقع جيد جداً، بينما في حالة وجود عيوب خلقية أخرى يصل معدل الوفيات إلى 80%، وقد يصل إلى 100% إن وجدت عيوب في القلب واضطرابات في الكروموسومات.

## اليوم العالمي للتوعية بالقيلة السرية
يتم الاحتفال باليوم العالمي للقيلة السرية سنوياً في 31 من يناير كجزء من شهر التوعية بالعيوب الخلقية، وقد تم الاحتفال به لأول مرة عام 2012 ويرتدي المشاركون الأسود والأبيض.
وفي الولايات المتحدة الأمريكية أصدرت ولاية أركنساس وكاليفورنيا وجورجيا وميشيغان ونبراسكا قرارات باعتبار الحادي والثلاثين من يناير يوماً رسمياً للتوعية بالقيلة السرية.

## الدعم
MOO اختصاراً ل "Mothers of Omphaloceles" هو مجموعة دعم لأهالي و عائلات المصابين بالقيلة السرية على الياهو وفيس بوك:
- https://groups.yahoo.com/neo/groups/EmailMOOs/info
- http://omphaloceleawareness.webs.com/
- MOO - Mothers of Omphaloceles [Facebook]

و فريق دعم آخر لعائلات المصابين بالقيلة السرية و انشقاق البطن الخلقي:
- http://www.geeps.co.uk/

## روابط خارجية
- Omphalocele Diagnosis and Treatment at SSM Health St. Louis Fetal Care Institute
- The Brown Fetal Treatment Program - Providence, Rhode Island at جامعة براون
- Fetal Treatment Center: Omphalocele at جامعة كاليفورنيا